# Samsung Galaxy Tab S 8.4
La Samsung Galaxy Tab S 8.4 es una tableta basada en Android de 8,4 pulgadas producida y comercializada por Samsung Electronics. Pertenece a la línea "S" de gama ultra alta del cruce entre la serie Samsung Galaxy Tab y Samsung Galaxy S, que también incluye un modelo de 10,5 pulgadas, la Samsung Galaxy Tab S 10.5. Se anunció el 12 de junio de 2014 y, posteriormente, se publicó el 2 de julio de 2014. Está disponible solo en Wi-Fi y en ambas variantes de Wi-Fi y 4G. Esta es la segunda tableta de 8.4 pulgadas de Samsung que pretende ser un competidor directo contra la LG G Pad 8.3 y la iPad Mini 2.

## Historia
La Galaxy Tab S 8.4 se anunció el 12 de junio de 2014. Se mostró junto con el Galaxy Tab S 10.5 en el Samsung Galaxy Premier 2014 en la ciudad de Nueva York.

## Características
La Galaxy Tab S 8.4 se lanzó con Android 4.4.4 Kitkat. Samsung personalizó la interfaz con su software TouchWiz Nature UX 3.0. Además del conjunto estándar de aplicaciones de Google, incluye aplicaciones de Samsung como ChatON, S Suggest, S Voice, S Translator, S Planner, WatchON, Smart Stay, Multi-Window, Group Play, All Share Play, Samsung Magazine, Professional pack, modo multiusuario y SideSync 3.0.
El Galaxy Tab S 8.4 está disponible en las variantes solo Wi-Fi y 4G / LTE y WiFi. El almacenamiento varía de 16 GB a 32 GB según el modelo, con una ranura para tarjeta microSDXC para expansión hasta 128 GB. Las opciones de color incluyen blanco, gris carbón y bronce titanio. Tiene una pantalla Quad HD Super AMOLED (16:10) de 8,4 pulgadas con una resolución de 2560x1600 píxeles y una densidad de píxeles de 359 ppi. También cuenta con una cámara frontal de 2.1 MP sin flash y una cámara trasera AF de 8.0 MP con flash LED. También tiene la capacidad de grabar videos HD.